# Colobothea obtusicarinata
Colobothea obtusicarinata là một loài bọ cánh cứng trong họ Cerambycidae.